# Llorona Planitia
Llorona Planitia is een laagvlakte op Venus. Llorona Planitia werd in 1997 genoemd naar La Llorona een heldin uit de Mexicaanse volksverhalen.
De laagvlakte heeft een diameter van 2600 kilometer en bevindt zich in de quadrangles Vellamo Planitia (V-12), Nemesis Tesserae (V-13), Greenaway (V-24) en Rusalka Planitia (V-25). Op de laagvlakte en de onmiddellijke omgeving bevinden zich zeven inslagkraters: Ban Zhao, Bourke-White, Callirhoe, Escoda, Greenaway, Maria Celeste en Vigée-Lebrun.